# Karminsky Experience Inc.
Karminsky Experience Inc. – brytyjski duet wykonujący muzyki chill out i filmową, został założony w 1991 przez dwóch londyńskich DJ-ów, Martina Dingle i Jamesa Munnsa.

## Działalność
Inspiracją do wspólnego komponowania była chęć połączenia muzyki filmowej tworzonej przez Henry’ego Manciniego i Roya Budda z muzyką do gier komputerowych.
Dingle i Munns rozpoczęli współpracę na początku lat 90. od występów w londyńskich klubach muzycznych, a następnie w nocnych lokalach Anglii. Po pięciu latach ich kompozycje ukazały się na trzech kompilacjach wydanych przez PolyGram i zostały pozytywnie ocenione przez krytyków. Nośniki zawierające trzy najpopularniejsze utwory: „Inflight Entertainment”, „Espresso Espresso” oraz „Further Inflight Entertainment” ukazały się w 1996 i 1997 i sprzedały się w ilości 100.000 egzemplarzy. W 1997 roku muzycy założyli własną wytwórnię fonograficzną, Patterns of Behaviour, wtedy też ukazał się ich przebój „Exploration”, dzięki któremu stali się rozpoznawalni i który przyniósł im popularność za granicą. Utwór znalazł się na kompilacji DJ Kicks zespołu Thievery Corporation. Następne lata duet spędził na występach w klubach muzycznych Europy i Ameryki Północnej, komponowaniu muzyki filmowej i do reklam (m.in. ścieżki dźwiękowe dla Diesel i Levi Strauss & Co.). Muzycy brali udział w festiwalach filmowych w Kopenhadze, Wiedniu i Londynie. W 1998 Dingle i Munns skomponowali „The Hip Sheik”, który znalazł się w 2001 roku na ścieżce dźwiękowej włoskiego filmu Ostatni pocałunek. Karminsky Experience Inc. Biorą również udział w kompilowaniu utworów innych wykonawców m.in. Tima Lee, Nicoli Conte, Piero Umilianiego, Alexa Gimeno (znanego jako Ursula 1000). Duet jest rezydentem londyńskiego klubu Freak Tikki.
W 2003 roku zespół zadebiutował albumem The Power Of Suggestion, wydanym pod szyldem własnej wytwórni, a następnie przez Eighteenth Street Lounge Music.

## Dyskografia
Zespół wydał trzy albumy:
- The Power of Sugestion (2003)
- Snapshot (2007)
- Beat! (2016)